# Arnold Flammersfeld
Arnold Rudolf Karl Flammersfeld (10 de fevereiro de 1913 — 5 de janeiro de 2001) foi um físico nuclear alemão.
Trabalhou no projeto de energia nuclear da Alemanha durante a Segunda Guerra Mundial. Foi professor de física da Universidade de Göttingen, a partir de 1954.

## Obras
- Eine genaue Bestimmung des kontinuierlichen Beta-Spektrums des RaE - Jena, 1938
- Isomere zu stabilen Kernen bei Rhodium, Silber, Dysprosium und Hafnium - 1946
- Isotopenbericht - zusammen mit Josef Mattauch, Tübingen, 1949
- Probleme der heutigen Atomphysik, Göttingen, 1962